# Живко Ивковић
Живко Ивковић (Шабац, 1952) српски је рокенролер и књижевник. По завршетку основне и средње школе је запалио на одслужење војног рока у ЈНА, а по повратку се запошљава у електро службу Зоркине фабрике Заштита биља којој остаје веран све до пензионисања 2010. године.

## Биографија
Годинама изван свих кругова и кланова живео је (а и данас је тако) за рок музику и педантно је прикупљао све везано за шабачку рок сцену. Власник је готово комплетне домаће рок литературе (али и светске), уз пристојну колекцију искључиво музичких рок издања на свим носачима звука. Први рок роман, од до сада пет објављених, "In the Smoke" (независно издање) публикован је 1999. године. Куриозитет је свакако да је овај роман написао још у осамдесетим, тако да своје прво издање доживљава (уз додатно поглавље) тек 1999. године.
Половином исте године Ивковић завршава писање комплетне и свеобухватне локалне рок енциклопедије, прве не само на нашим просторима, него и у Европи, а радни наслов "Од Чивија до Гоблина" остао је непромењен. У њој писац, уз улогу кључног сведока готово свих тих рок збивања, документовано, уз мноштво фотографија и избледелих плаката искреним рок приступом ревносно бележи и прати настанак и даљи развој шабачке рок сцене. Рок роман "Rock Boots 69." (издање Културног центра Шабац, 2001. године) доноси, по оценама критичара, све дражи средњошколског доба...
Наредни роман који је произашао из рок пера Ивковића је "Who Knows", дело које га сврстава у најактивније и најзначајније домаће рок писце. Књига нас води на хипи одисеју друмовима Европе... клошари, камионџије, хипији, усамљене ЈУ гастарбајтерке... (Рок Експрес). Овим, али и наредним рок романима "Breath" (2003. године) и "San Francisco Dream" (издање Културног центра Шабац, 2005. године), постаје близак Керуаку и његовим битничким on-the-road романима.
Његови романи, нетипични у нас и за наше књижевно поднебље, припадају до сада запостављеној категорији рок романа. Ивковић се бави и блузом, тако да 2002. године објављује књигу "Lonesome Blues Story" (издање Jazz & Blues Socciety). У години обележавања шездесетогодишњице џеза у Шапцу, 2004. године, тим поводом Ивковић је наградио публику књигом "Шабац у сенци џеза 1934-2004" (издање Културног центра Шабац, 2004. године). Сва Ивковићева хронолошка дела попут наведених остају изузетно захвалан материјал, али могу послужити и као полазни основ за проучавање историје урбаних музичких праваца Шапца.
Са Иваном Глишићем, најуспешнијим СФРЈ панк-андерграунд књижевним ствараоцем, коаутор је "Шабачких графита" (издање Културног центра Шабац). Ивковић је до сада писао за "Ју рок магазин", "Глас Подриња", "Шабачку ревију", "Подрињски телеграф", часопис "Испод дуге" и једини југословенски рок-магазин "Рок Експрес". 2006. године излази друго допуњено издање шабачке рок енциклопедије Од Чивија до Гоблина. Ова књига је пропраћена са два аудио CD албума на којима су снимци око четрдесет шабачких рок састава у раздобљу од 1969. па све до 2006.
Године 2008. је публикован његов шести рок роман "Canned Heat". То је још једна рок прича, виђење златног периода година за које никад неће бити довољно књижевних страна.
Најновији on the road rock роман је насловљен са: "Early This Morning..." публикован је 2010. a издавач је Културни центар Шабац.
Његова књига "Ohne Filter" објављена је 2012. године, издавач је Културни центар Шабац.
У деведесетима је писао за Yу роцк магазин али и Роцк Еxпресс Магазин све до гашења истог негде 2004. године
Од 2010. године пише за Nocturne music magazine, веб-сајт Prozaonline, фанзин „Инфинитум” и за Новине сјевера.

### Рок романи
- In the Smoke, независно издање, 1999. године, ID 77142540
- Rock Boots 69., изд. Дом културе „Вера Благојевић“, 2001. године,
- Who Knows, изд. Jazz & Blues Society, 2001. године.  978-86-902737-1-3.
- Early This Morning...[1], изд. Културни центар Шабац, 2010. године.  978-86-84045-13-5..
- OHNE FILTER[2], изд. Културни центар Шабац, 2012. године.  978-86-84045-18-0..
- Canned Heat, изд. Rock Express, Beograd, 2008. године.  978-86-86097-05-7.
- San Francisco Dream, изд. Културни центар Шабац, 2005. године.  978-86-84045-07-4.
- Breath, 2003. године Завичајно удружење књижевних стваралаца 2003. године.  86-7628-015-3 неважећи .

### Публицистика
- Од Чивија до Гоблина, изд. Културни центар Шабац, 1999. године.  978-86-84045-09-8.
- Lonesome Blues Story, изд. Jazz & Blues Society, 2002. године
- Шабац у сенци џеза 1934-2004, изд. Културни центар Шабац, 2004. године.  978-86-84045-06-7.
- Od Čivija do Goblina (drugo izdanje), Културни центар Шабац. 2006.  978-86-84045-09-8.
- Пола века рокенрола у Шапцу, изд. Културни центар Шабац, 2013. године.  978-86-84045-28-9..
- Prozaonline rock and roll[3], изд. Presing Mladenovac, 2015. године.  978-86-6341-129-6.
- Infinitum rocknroll stories, izd. Kulturni centar Šabac, 2020. godine.  978-86-84045-39-5
- Prozaonline Rockopis 3, Kulturni centar Šabac, 2023. godine.  978-86-905182-0-3
- Ваљевска рокенрол сцена (1962- 2022), Културни центар Шабац, 2023.  978-86-905182-1-0

### Kоауторска дела
- Шабачки графити, изд. Културни центар Шабац са Иваном Глишићем.  978-86-84045-01-2.

### Заступљен у књигама:
- YU rock intervjui, аутора Бранка Рогошића, изд. Rock Express, Београд
- Девојчице и дечаци са Дунава, новосадског аутора Владимира Недељковића, изд. Завод за културу Војводине, 2008
- Џез у Србији 1927 - 1944, Михаило Миша Блам, Београд 2010. COBISS.SR-ID 179537420
- Девојчице и дечаци са Дунава, урбана хроника Новог Сада 1962-1980., новосадског аутора Владимира Недељковића, изд. Завод за културу Војводине, 2010. COBISS.SR-ID 253864199
- Грамофонске приче, пожешког аутора Горана Живановића, изд. Либер, Београд, 2010
- Банда хероја, аутора Петра Бошњаковског, самиздат, Вршац, 2018.
- ДИВАНХАНА НОНА, аутора Јовице Јевтића, Ауторско издање, Ваљево 2023. Cobis.Sr-Id 253864199